# Ulcior

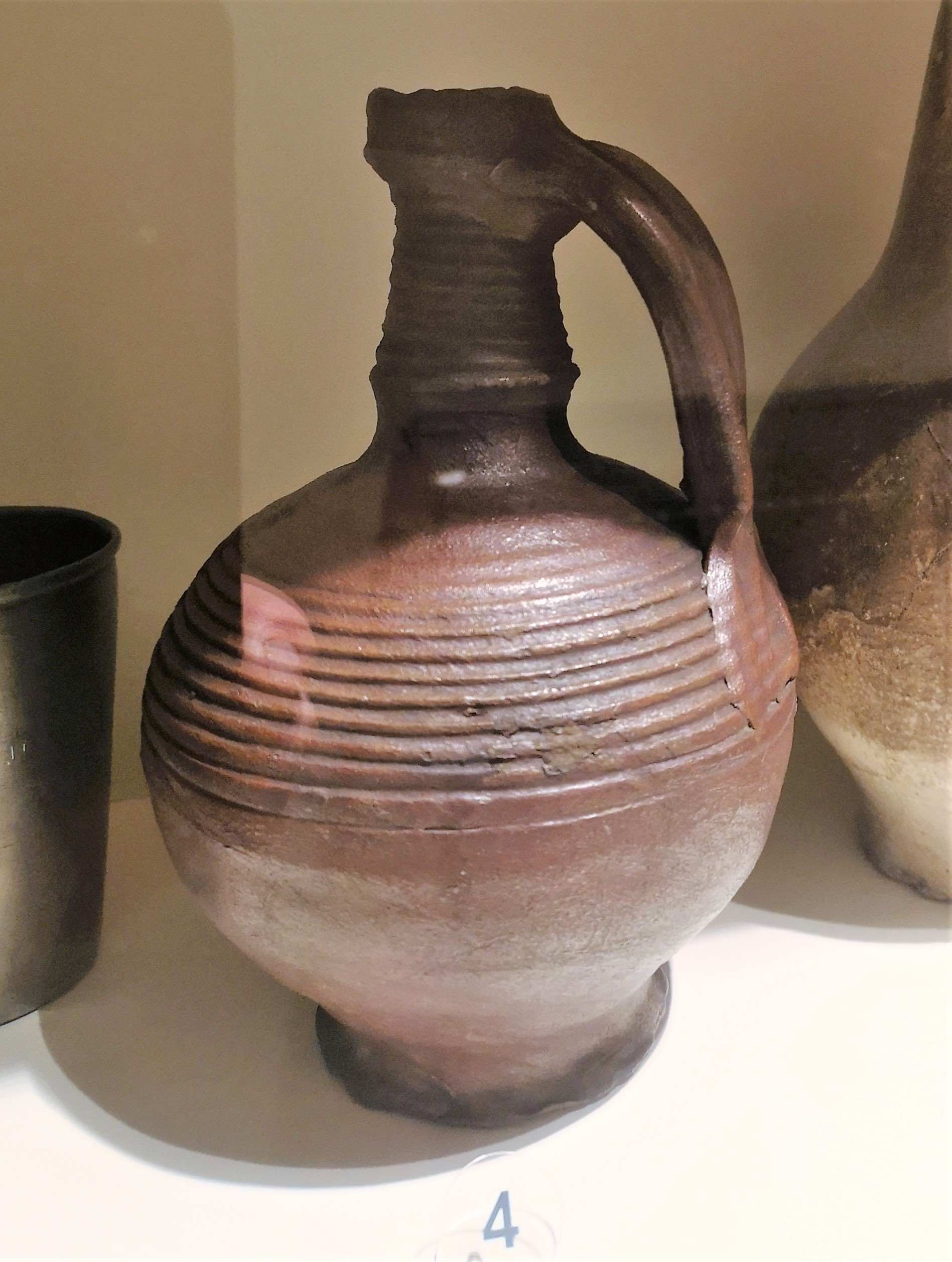
Ulcior

Un ulcior este un tip de recipient folosit în mod obișnuit pentru a păstra lichide. Are o deschidere, uneori îngustă, din care să se toarne sau să se bea, o toartă sau două, și uneori o buză de turnare. Este lucrat în mod tradițional din lut și deseori smălțuit.
Locuința țărănească din România cuprindea o varietate de vase de lut — oale, ulcioare, căni, străchini, chiupuri, blide, vase pentru flori, statuete, fluiere, jucării.
Ulcioarele sunt prezente în momentele mai importante ale nunții tradiționale românești. Astfel, la pețire, viitorul mire își trimitea pețitorii la părinții fetei cu o ploscă sau un ulcior cu vin sau rachiu. Dacă părinții fetei beau din ulcior, era semn că au primit pețirea. Ulciorul este prezent mereu la chemarea la nuntă, secvență care se petrece, de obicei, joia, în săptămâna nunții. De asemenea, ulciorul de nuntă nu era folosit numai pentru a invita nuntașii, ci și pentru a alege nașii.
În siturile arheologice, pe teritoriul țării noastre, s-au descoperit ulcioare începând cu epoca neolitică, de exemplu printre obiectele ceramice aparținând culturilor Cucuteni, Gumelnița, sau Vinča.
Reprezentarea unui ulcior folosit în scop ritual apare și pe Tăblițele de la Tărtăria.
Centre de olărit importante, unde se produc și ulcioare se găsesc la Corund, Horezu și Marginea.  Începând cu anul 2012, ceramica românească de Horezu a fost înscrisă de UNESCO în lista Patrimoniul Cultural Imaterial.